# Julio César Arzú
Julio César Arzú (* 5. Juni 1954 in Tela) ist ein ehemaliger honduranischer Fußballspieler. Er spielte auf der Position des Torwarts.

## Laufbahn
Arzú spielte in seiner Heimat für den Erstligaklub Real España. Für die Fußball-Weltmeisterschaft 1982 in Spanien konnte sich Honduras seinerzeit qualifizieren und sorgte während des Turniers für einige Überraschungen. Gleich zu Beginn gelang den Honduranern ein sensationelles 1:1 gegen Gastgeber Spanien. Auch im Spiel gegen Nordirland konnte das Team von Arzú ein 1:1 erkämpfen, während es im letzten Spiel gegen Jugoslawien durch einen Elfmeter in der 88. Minute eine 0:1-Niederlage gab, was gleichzeitig das Ausscheiden von Honduras aus dem WM-Turnier bedeutete. Arzú, der bis dahin ein überragendes Turnier gespielt hatte, brach nach dem Elfmetertor von Vladimir Petrović weinend zusammen und vergrub sein Gesicht im Rasen.
Nach der Weltmeisterschaft wechselte er nach Spanien zu Racing Santander, ehe er noch einmal in El Salvador für Asociación Deportiva El Tránsito spielte.